# ملک‌آباد (اراک)
مُلک‌آباد (اراک)، روستایی از توابع بخش مرکزی شهرستان اراک در استان مرکزی ایران است.

## جمعیت
این روستا در دهستان معصومیه قرار دارد و براساس سرشماری مرکز آمار ایران در سال ۱۳۸۵، جمعیت آن ۲٬۶۴۰ نفر (۶۷۳خانوار) بوده‌است.

## وجه نام گذاری مُلک آباد
اهالی این منطقه به زمین بزرگ مُلک می گویند و چون این آبادی در گذشته   آباد بوده به آن مُلکِ آباد می گفتند تا این که به مرور زمان این آبادی مُلک‌آباد نام گرفته است.
تلفظ های دیگری نیز برای این اسم وجود دارد که هرکدام معانی خاص خود را دارند،از جمله " مالک آباد" که تعبیری است بر اینکه آخرین بار پس از یک دوره خشکسالی، توسط مالکان محلی (ک بازماندگان قاجار در روستاها بودند،) با ترمیم قناتها و بهسازی رودخانه ها موجب آبادی این روستا گردیده اند و از این رو به آن آبادی مالک یا مالک اباد می گویند
اما دقیقترین روایت نام "مَلِک آباد" است که یک نام اصیل در کتب قدیمی می باشد و نمونه دیگر آن نیز "ملک آباد مشهد" می باشد، و به احتمال زیاد به مرور با تلفظ عامیانه مردم، به "مُلک آباد " معروف شده است.
جمعیت روستا
جمعیت روستا از چند طایفه اصیل از مشک اباد فراهان تشکیل شده که بعدها با مهاجرت طوایفی از مناطق لرنشین و... به اطراف روستا موجب شکل گیری توده های جمعیتی جدید و تشکیل بافت جمعیتی جدید در روستا شده است.
فرهنگ و رسوم
فرهنگ و رسوم روستا به مرور زمان دستخوش تغییراتی گردیده و همانطور که دربالا اشاره شد با ورود مهاجرین جدید به روستا برخی آداب و رسوم لری و لکی به فرهنگ فراهانی این‌منطقه افزوده شد. مانند رقص های چوپی و... در جشنها
زبان و گویش
زبان اهالی روستا فارسی و گویش محلی اراکی(فراهانی)  قالب می باشد که به مرور با حضور قومیتهای لر و لک و... وهمچنین همجواری و نزدیکی به شهرقم و تردد زیاد به این شهر گویش ایشام نیز دستخوش تغییراتی گردیده است